# Orphnaecus libmanan
Espèce
Orphnaecus libmanan est une espèce d'araignées mygalomorphes de la famille des Theraphosidae.

## Distribution
Cette espèce est endémique de Luçon aux Philippines,. Elle se rencontre vers Libmanan. 

## Description
Le mâle holotype mesure 36,02 mm et la femelle paratype 40,36 mm.

## Systématique et taxinomie
Cette espèce a été décrite en 2025 par Acuña et Guevarra en 2025.

## Étymologie
Son nom d'espèce lui a été donné en référence au lieu de sa découverte, Libmanan.

## Publication originale
- Acuña, Ragasa, Santiago-Bautista, Wirth & Guevarra, 2025 : « Revisiting and rediscovering the tarantulas (Araneae, Theraphosidae) of Culapnitan (Libmanan) Caves in the Philippines: troglomorphism, taxonomy, phylogeny and ecological niche. » Subterranean Biology, vol. 52, p. 143-186 (texte intégral).